# Estarreja
Estarreja es una ciudad portuguesa, situada en el distrito de Aveiro, Región Centro y comunidad intermunicipal de Aveiro, con cerca de 7800 habitantes. 
Es sede de un municipio con 108,11 km² de área y 26 224 habitantes (2021), subdividido en 5 freguesias, y su densidad de población es de 247,4 habitantes/km². El municipio limita al norte con el municipio de Ovar, al este con Oliveira de Azeméis, al este y al sur con Albergaria-a-Velha y al oeste con Murtosa. Fue elevada a ciudad el 9 de diciembre de 2004.

## Demografía
| Gráfica de evolución demográfica de Estarreja entre 1864 y 2021 |
|                                                                 |
| Datos según el nomenclátor publicado por el INE portugués.      |

## Freguesias
Las freguesias de Estarreja son las siguientes:
- Avanca
- Beduído e Veiros
- Canelas e Fermelã
- Pardilhó
- Salreu